# Maszewo
Maszewo (antiguamente Massow) es una localidad polaca del voivodato de Pomerania Occidental.

## Historia
En la segunda mitad del siglo XIX era descrita como una ciudad de Alemania, perteneciente al reino de Prusia y a la provincia de Pomerania. Por entonces tenía contabilizada una población de 2407 habitantes.